# 梁家麟
梁家麟博士牧師（英語：Rev. Dr. Leung Ka-Lun），前香港建道神學院院長，專研中國基督教史。

## 簡歷
梁家麟生於香港，於1975年11月在葛培理佈道會中決志信仰基督教。出於對中国基督教史和基督教神學的關懷，梁氏在大學期間主修历史学，副修哲學，並於1980年獲香港中文大學文學士學位，於1982年及1985年又取得香港中文大學哲學碩士及哲學博士學位，其博士論文為《廣東基督教教育（1807－1953）》。1989年，獲加拿大維真神學院道學碩士學位。
梁氏出身於貧困的環境，從小學到大學一直靠半工讀維持，在大學暑假時曾從事貨車搬運和豬肉屠房工作。1982-1984年，在攻读博士課程期间曾任《突破雜誌》執行編輯。
1985年，博士畢業後，梁氏到建道神學院教授中國教會歷史，並曾擔任出版部主任、基督教與中國文化研究中心主任、教務長、學術副院長，研究教授。2005年9月接張慕皚牧師的棒，成為建道神學院院長。
梁家麟在教學之餘也擔任宣道會華基堂的顧問牧師（1999－）及九龍塘中華宣道會屯門友愛堂義務牧師（2000－2011），2011年後以顧問牧師身份繼續於友愛堂出任。
2017年3月，梁家麟宣佈將於2018年8月退下建道神學院院長一職，他並指出由於自己在建道神學院逾三十年，留下來對新的院長不好，退休後計劃會出走一段時間。2018年1月25日， 梁家麟公佈，學院已委任蔡少琪牧師出任建道神學院第14任院長，任期由2018年9月開始。
2019年1月起，梁氏擔任旺角浸信會顧問牧師。

## 教學與研究
梁氏最初到建道神學院教授中國教會史時並未受神學訓練，他更自認頗具叛逆，在「完全沒有任何承擔感或異象」的情況下到神學院任教為「一生中至今最冒險的事」。然而，自開始神學教育後，梁氏有所轉變，並到加拿大維真神學院接受傳道人訓練。
然而，由於梁氏致力研究中國教會歷史，並涉及一些爭議性人物，他擔任該院院長後即惹來不少對建道神學院的評議。其中一項就是指責，建道當年讓梁氏未受神學訓練已訓練傳道人（雖然教授的是中國教會歷史，而非神學或聖經）的安排不很洽當。
梁家麟學術研究及出版著作等，截至2004年，共著有45本專書，所發表學術論文45篇。梁教授研究範圍以中國基督教史為主，包括：中國基督教史、香港基督教史、華人教會的屬靈傳統、中國本土釋經問題、華人神學與本色化的有關課題、宣道會的歷史與信仰，及歷史神學與相關課題。不过，他的《中國祭祖問題》与《倪柝声的荣辱升黜》引起了许多争议。尤其《倪柝声的荣辱升黜》一书被指责大量引用可信度不高的二三手資料，添加大量個人的猜想与推測。
2002年1月18日，梁家麟在香港建道神学院举办“揭开东方闪电的面纱”讲座会时，公开批评倪柝声、李常受等中外知名的基督徒及其神学理论，并声称所有不附加历史、神学诠释之圣经皆为“幻影圣经”，并宣称“生命一词乃是一个咒语”，引发诸多基督徒强烈抗议，指其判斷是根据个人好恶而非圣经依据。

## 著作
- 信仰不是講感覺
- 倪柝聲早年的生平與思想
- 我們的上帝
- 異象與獻身
- 我是誰的鄰舍？
- 與你何干？
- 活出聖潔（合著）
- 化裝的基督[永久]
- 逆境當自強[永久]
- 信仰的反思──作個時代的守望者
- 彼得前書
- 廣東基督教教育（1807-1953）（精／平裝）
- 華人宣道會百年史（精／平裝）
- 建道神學院百年史
- 改革開放以來的中國農村教會（精／平裝）
- 華人傳道與奮興佈道家
- 吳耀宗三論
- 五十年代三自運動的研究（與邢福增合著）
- 困乏多情：中港教會評論集（一）（與邢福增合著）
- 中國祭祖問題（與邢福增合著）
- 福音與麵包──基督教在五十年代的調景嶺
- 我與誰親嘴──華人雅歌靈解研究
- 他們是為了信仰──北京基督徒學生會與中華基督徒佈道會
- 愛主優先
- 少數派與少數主義
- 《倪柝声的荣辱升黜》